# Zeremoniar
Ein Zeremoniar oder Zeremoniär, auch Zeremonienmeister, ist in der Liturgie des römischen Ritus für die Koordination und den reibungslosen Ablauf eines Gottesdienstes zuständig. Er unterstützt damit den Zelebranten oder Liturgen, der als Vorsteher des Gottesdienstes für die liturgische Leitung verantwortlich ist. Eine ähnliche Aufgabe hatte vor der Liturgiereform des Zweiten Vatikanischen Konzils der Presbyter assistens.
Ein Zeremoniar wird vor allem bei Pontifikalämtern oder Gottesdiensten mit ungewohntem oder umfangreichem Ablauf  oder der Beteiligung außergewöhnlich vieler Mitwirkender eingesetzt. Kathedralkirchen haben in der Regel einen ständigen Zeremoniar. Auch in anderen Kirchen kann ein Zeremoniar eingesetzt werden, wenn es die Umstände erfordern.

## Zeremoniare
Die Aufgabe wird je nach Umständen von Priestern, Diakonen oder auch von liturgisch bewanderten Laien ausgeübt. Bischöfe haben oft einen persönlichen Zeremoniar, der für sie die liturgischen Feiern vorbereitet und deren Durchführung organisiert; oftmals ist das der Bischofssekretär.
Einige höhere Ordensobere haben Zeremoniare, die insbesondere für die besonderen Feiern wie Ordensgelübde und Weihesakrament der Provinz oder des Klosters zuständig sind. Auch innerhalb einer Abtei hat gewöhnlich ein Mönch bzw. eine Nonne das Amt des Zeremoniars.
Ein besonderer Zeremoniar ist der Zeremonienmeister der liturgischen Feiern des Papstes, der für alle Gottesdienste mit Beteiligung des Papstes oder mit Beteiligung in dessen Namen zuständig ist. Seit dem 11. Oktober 2021 übt Diego Giovanni Ravelli dieses Amt aus.

## Aufgaben
Der Zeremoniar soll dafür Sorge tragen, dass die liturgischen Regeln eingehalten werden und liturgische Feiern ruhig und würdig ablaufen. Man kann den Zeremoniar auch mit einem „Regisseur“ für liturgische Angelegenheiten vergleichen. Fähigkeiten und Neigungen Einzelner sollten erkannt und entsprechend eingesetzt werden. Auch die Bedürfnisse und Wünsche der Gottesdienstteilnehmer gilt es zu berücksichtigen. Jedem größeren Gottesdienst geht eine zeitaufwendige Vorbereitung voraus. Handelt es sich um außerordentliche Gottesdienste, wird der Ablauf ggf. vorher erläutert und geprobt. Sehr wichtig ist der Umgang mit anderen Menschen. Hierbei muss der Zeremoniar sowohl auf eine gewisse Autorität achten als auch auf einen freundlichen und schätzenden Umgang mit den ihm anvertrauten Personen. Messdiener sind oft Kinder und Jugendliche, so dass zusätzlich ein gewisses Geschick im Umgang mit ihnen erforderlich ist.
Der Zeremoniar trägt während der liturgischen Feiern ein liturgisches Gewand, meist Soutane oder Talar mit Chorhemd, als Priester gegebenenfalls auch Chorkleidung oder Albe.

## Engere Tätigkeiten
- Abstimmen der liturgischen Texte (Anlass, Fest und Personen)
- Abstimmung der musikalischen Gestaltung
- Bestimmen und Bereiten der liturgischen Räume
- Festlegung der an der Liturgie Mitwirkenden und ggf. Proben mit den Beteiligten
- Erstellen eines Ablaufplans
- Pressearbeit
- Einweisung von Fotografen und Journalisten
- Beibringung von Urkunden (wenn benötigt) und deren Übersetzungen
- Begleitung und Ansprechpartner